# Rhegmoclema formosana
Rhegmoclema formosana är en tvåvingeart som först beskrevs av Oswald Duda 1928.  Rhegmoclema formosana ingår i släktet Rhegmoclema och familjen dyngmyggor.
Artens utbredningsområde är Taiwan. Inga underarter finns listade i Catalogue of Life.